# 張勉副大統領暗殺未遂事件

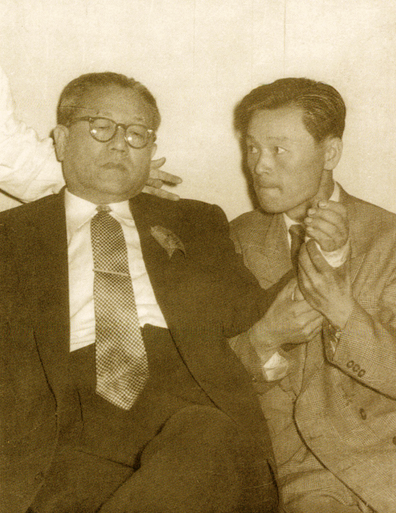
事件直後の張勉副大統領

張勉副大統領暗殺未遂事件（チャン・ミョンふくだいとうりょう あんさつみすい じけん、ちょうべんふくだいとうりょう あんさつみすい じけん）は、第一共和国時代の韓国副大統領だった張勉が、1956年9月に狙撃を受けた事件である。

## 背景
1956年5月に行われた第3代正副大統領選挙では、正大統領選挙では李承晩が再選されたが、副大統領選挙は野党である民主党の張勉が当選した。この結果、正副大統領が異なる政党から選出されるねじれ現象が生じた。
当時の憲法では、大統領が死亡したり職務を遂行できない状況になった場合は副大統領が自動的に大統領職を引き継ぐ規定であったため、高齢の李承晩大統領が死亡した場合、野党の張勉副大統領が大統領に就任することになるため、副大統領に張勉が当選したことは与党自由党と李承晩にとって不愉快きわまり無いことであった。そのため、政府幹部と与党幹部は張勉副大統領を排除する策略を企てるようになった。

## 事件
1956年9月28日午後、民主党第3回党大会に来賓として出席した張勉副大統領は演説を終えて退場しようとした直後、退役軍人によって狙撃された。幸いにも張勉は軽傷を負ったのみで事なきを得、犯人もその場で逮捕され、犯人のその後の自白によって事件黒幕として現職警察官と別の共犯者2名が逮捕された。

## 事後
事件後に行われた国会の特別調査委員会では治安局特殊情報課長、ソウル特別市警察局査察課長などその他多数の警察幹部が事件の背後におり、彼らが事件を裏で操った疑いを強めたが、裁判では共犯者2名と実行犯の死刑が確定したのみで、それ以外の人物への追及はなされなかった。
しかし、死刑判決を受けた被告達への刑執行が4年も延長される中、4月革命が起こり、李承晩政権崩壊後に行われた再審で事件は上層部にまで拡大することになった。その結果、前ソウル市長の任興淳、事件当時の内務長官の李益興、治安局長の金宗元などが逮捕された。そして1961年7月13日、大法院は2名に無期懲役、もう1名には懲役15年を宣告したが、刑期が満了する前に軍事政権（国家再建最高会議）の特赦で釈放され、死刑囚であった3名も死刑を免ぜられ、結局全員が釈放された。